# Calyptis iter
Calyptis iter är en fjärilsart som beskrevs av Achille Guenée 1852. Calyptis iter ingår i släktet Calyptis och familjen nattflyn. Inga underarter finns listade i Catalogue of Life.